# Psittacanthus salvadorensis
Psittacanthus salvadorensis är en tvåhjärtbladig växtart som beskrevs av Kuijt. Psittacanthus salvadorensis ingår i släktet Psittacanthus och familjen Loranthaceae. Inga underarter finns listade i Catalogue of Life.